# Servas (Gard)
Servas – miejscowość i gmina we Francji, w regionie Oksytania, w departamencie Gard.
Według danych na rok 1990 gminę zamieszkiwało 138 osób, a gęstość zaludnienia wynosiła 13 osób/km² (wśród 1545 gmin Langwedocji-Roussillon Servas plasuje się na 765. miejscu pod względem liczby ludności, natomiast pod względem powierzchni na miejscu 718.).